# Station Courrière
Station Courrière is een spoorwegstation langs spoorlijn 162 (Namen - Aarlen - Luxemburg) in Courrière, een deelgemeente van de gemeente Assesse. Het is nu een stopplaats.

## Treindienst
| Serie  | Treinsoort     | Route                                    | Bijzonderheden                 |
| ------ | -------------- | ---------------------------------------- | ------------------------------ |
| L 5750 | L-trein (NMBS) | Namen – Sart-Bernard – Courrière – Ciney | Rijdt in het weekend 1x/2 uur. |

## Galerij

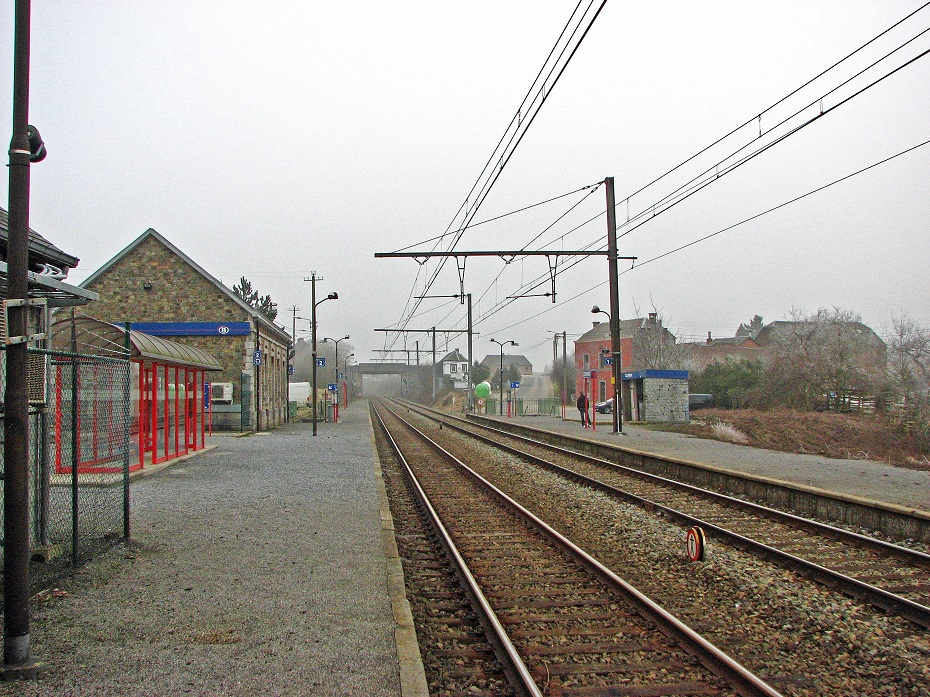
Station Courrière

## Reizigerstellingen
De grafiek en tabel geven het gemiddeld aantal instappende reizigers weer op een week-, zater- en zondag.
| Tabel: aantal instappende reizigers station Courrière | Tabel: aantal instappende reizigers station Courrière | Tabel: aantal instappende reizigers station Courrière | Tabel: aantal instappende reizigers station Courrière |
|                                                       | Weekdag                                               | Zaterdag                                              | Zondag                                                |
| ----------------------------------------------------- | ----------------------------------------------------- | ----------------------------------------------------- | ----------------------------------------------------- |
| 1977                                                  | 358                                                   | 62                                                    | 53                                                    |
| 1978                                                  | 302                                                   | 53                                                    | 25                                                    |
| 1979                                                  | 258                                                   | 64                                                    | 37                                                    |
| 1980                                                  | 377                                                   | 69                                                    | 33                                                    |
| 1981                                                  | 388                                                   | 62                                                    | 41                                                    |
| 1982                                                  | 330                                                   | 56                                                    | 54                                                    |
| 1983                                                  | 266                                                   | 63                                                    | 43                                                    |
| 1984                                                  | 274                                                   | 26                                                    | 24                                                    |
| 1985                                                  | 453                                                   | 45                                                    | 26                                                    |
| 1986                                                  | 293                                                   | 67                                                    | 38                                                    |
| 1987                                                  | 274                                                   | 66                                                    | 54                                                    |
| 1988                                                  | 298                                                   | 45                                                    | 44                                                    |
| 1989                                                  | 218                                                   | 89                                                    | 72                                                    |
| 1990                                                  | 199                                                   | 65                                                    | 44                                                    |
| 1991                                                  | 213                                                   | 70                                                    | 83                                                    |
| 1992                                                  | 203                                                   | 81                                                    | 52                                                    |
| 1993                                                  | 189                                                   | 65                                                    | 44                                                    |
| 1994                                                  | 184                                                   | 41                                                    | 20                                                    |
| 1995                                                  | 227                                                   | 63                                                    | 53                                                    |
| 1996                                                  | 203                                                   | 33                                                    | 31                                                    |
| 1997                                                  | 232                                                   | 47                                                    | 66                                                    |
| 1998                                                  | 201                                                   | 38                                                    | 64                                                    |
| 1999                                                  | 186                                                   | 52                                                    | 24                                                    |
| 2000                                                  | 204                                                   | 38                                                    | 46                                                    |
| 2001                                                  | 190                                                   | 28                                                    | 19                                                    |
| 2002                                                  | 69                                                    | 10                                                    | 8                                                     |
| 2003                                                  | 169                                                   | 45                                                    | 24                                                    |
| 2004                                                  | 171                                                   | 50                                                    | 28                                                    |
| 2005                                                  | 185                                                   | 39                                                    | 25                                                    |
| 2006                                                  | 206                                                   | 52                                                    | 43                                                    |
| 2007                                                  | 187                                                   | 32                                                    | 28                                                    |
| 2008                                                  | -                                                     | -                                                     | -                                                     |
| 2009                                                  | 181                                                   | 59                                                    | 48                                                    |
| 2010                                                  | -                                                     | -                                                     | -                                                     |
| 2011                                                  | -                                                     | -                                                     | -                                                     |
| 2012                                                  | 196                                                   | 58                                                    | 41                                                    |
| 2013                                                  | 170                                                   | 84                                                    | 46                                                    |
| 2014                                                  | 188                                                   | 49                                                    | 33                                                    |
| 2015                                                  | 138                                                   | 25                                                    | 24                                                    |
| 2016                                                  | 166                                                   | 33                                                    | 33                                                    |
| 2017                                                  | 174                                                   | 48                                                    | 53                                                    |
| 2018                                                  | 200                                                   | 29                                                    | 30                                                    |
| 2019                                                  | 219                                                   | 61                                                    | 40                                                    |
| 2020                                                  | 185                                                   | 33                                                    | 32                                                    |
| 2021                                                  | -                                                     | -                                                     | -                                                     |
| 2022                                                  | 305                                                   | 72                                                    | 90                                                    |
| 2023                                                  | 291                                                   | 78                                                    | 95                                                    |
| 2024                                                  | 299                                                   | 74                                                    | 54                                                    |

0,0: Namen ·
2,1: Jambes-Oost ·
5,0: Dave-Saint-Martin ·
7,8: Naninne ·
10,9: Sart-Bernard ·
14,0: Courrière ·
16,7: Assesse ·
18,3: Florée ·
20,5: Natoye ·
26,4: Braibant ·
29,0: Ciney ·
32,0: Leignon ·
32,9: Chapois ·
39,1: Haversin ·
45,8: Hogne ·
48,9: Aye ·
51,2: Marloie ·
57,6: Rochefort-Jemelle ·
60,0: Forrières ·
62,8: Lesterny ·
65,9: Grupont ·
72,1: Mirwart ·
76,2: Poix-Saint-Hubert ·
80,0: Hatrival ·
89,7: Libramont ·
94,8: Verlaine ·
98,5: Neufchâteau ·
100,4: Hamipré ·
105,0: Cousteumont ·
107,1: Lavaux ·
111,1: Mellier ·
114,8: Marbehan ·
115,9: Rulles ·
118,5: Houdemont ·
121,6: Habay ·
125,8: Hachy ·
128,0: Fouches ·
132,7: Stockem ·
134,0: Viville ·
135,8: Aarlen ·
137,6: Weyler ·
140,3: Autelbas ·
142,6: Barnich ·
145,5: Sterpenich